# Bougainvillea stipitata
Bougainvillea stipitata är en underblomsväxtart som beskrevs av August Heinrich Rudolf Grisebach. Bougainvillea stipitata ingår i släktet Bougainvillea och familjen underblomsväxter. Utöver nominatformen finns också underarten B. s. longispinosa.